# Зарічне (Вараський район)
Зарі́чне (до 1946 року — Погост, Погост Зарічний) — селище (з 1959 року), центр Зарічненської громади,  Вараського району Рівненської області України. Населення становить 6567 осіб (2025).

## Назва
Назва селища від часу його заснування до XX століття — Погост. У Київській Русі з середини X століття погост — адміністративно-територіальна одиниця, впроваджена княгинею Ольгою, місце зупинки князя та його дружини під час збору податків. Таким чином, під «Погост Зарічний», вочевидь, малося на увазі розташування такого поселення за рікою.
У дорадянській українській мові відбувалося випущення звуку Н у словах похідних від топонімів закінчених на -на, -не, -ни, -ний, -но, щоб запобігти збігові приголосних. Згідно з тодішньою парадигмою мало би бути:
Зарі́чне — зарі́ченський — зарі́ченщина — зарі́ченець.

## Географія
Розташоване на лівому березі річки Стир, за 190 км від обласного центру і за 65 км від залізничної станції Дубровиця на лінії Сарни—Лунинець.
Відстань до Києва — ~400 км.
Сусідні населені пункти:

### Клімат
Клімат у смт вологий континентальний («Dfb» за класифікацією кліматів Кеппена). Опадів 598 мм на рік. Найменша кількість опадів спостерігається в лютому й сягає у середньому 28 мм. Найбільша кількість опадів випадає в червні — близько 85 мм. Різниця в опадах між сухими та вологими місяцями становить 57 мм. Пересічна температура січня — -5.5 °C, липня — 18.4 °C. Річна амплітуда температур становить 23.9 °C.
| Клімат Зарічного                  | Клімат Зарічного | Клімат Зарічного | Клімат Зарічного | Клімат Зарічного | Клімат Зарічного | Клімат Зарічного | Клімат Зарічного | Клімат Зарічного | Клімат Зарічного | Клімат Зарічного | Клімат Зарічного | Клімат Зарічного | Клімат Зарічного |
| Показник                          | Січ.             | Лют.             | Бер.             | Квіт.            | Трав.            | Черв.            | Лип.             | Серп.            | Вер.             | Жовт.            | Лист.            | Груд.            | Рік              |
| Середній максимум, °C             | −2,5             | −1,3             | 3,5              | 12,3             | 19,2             | 22,7             | 23,8             | 23,0             | 18,1             | 11,7             | 4,8              | 0,0              | 11,3             |
| Середня температура, °C           | −5,5             | −4,5             | −0,2             | 7,4              | 13,6             | 17,3             | 18,4             | 17,6             | 13,2             | 7,7              | 2,3              | −2,5             | 7,1              |
| Середній мінімум, °C              | −8,4             | −7,6             | −3,8             | 2,6              | 8,1              | 11,9             | 13,1             | 12,2             | 8,3              | 3,8              | −0,1             | −5               | 2,9              |
| Норма опадів, мм                  | 35               | 28               | 28               | 40               | 56               | 85               | 79               | 63               | 57               | 46               | 40               | 41               | 598              |
| --------------------------------- | ---------------- | ---------------- | ---------------- | ---------------- | ---------------- | ---------------- | ---------------- | ---------------- | ---------------- | ---------------- | ---------------- | ---------------- | ---------------- |
| Джерело: Climate-Data.org (англ.) |                  |                  |                  |                  |                  |                  |                  |                  |                  |                  |                  |                  |                  |

## Історія[5]
Територія селища була заселена ще в давні часи. Тут виявлено ранньослов'янський могильник зарубинецької культури. На правому березі Стиру проти Зарічного збереглись рештки давньоруських поселень та городища.

### XVI—XIX століття
Перша згадка про поселення датується 27 вересня 1480 року в грамоті короля Казиміра про дозвіл мінському купцеві Терешковичу вести в містечку Погост «торгівлю водою і сушею» без сплати мита. Ця грамота зберігається в Центральному державному архіві давніх актів Росії. Спочатку він входив до складу Великого Литовського князівства, а з 1569 року, після утворення Речі Посполитої (1 липня 1569 року Iwan Domanowicz (Диковицький) буде згадано серед послів, які підписали Люблінську унію про створення Речі Посполитої. (сторінка 20 тексту приведеного за лінком:  http://agad.gov.pl/wp-content/uploads/2018/07/unia-2C.pdf [Архівовано 17 квітня 2021 у Wayback Machine.] )) до складу Речі Посполитої.
Вигідне розташування Погоста, природні умови сприяли розвиткові сільського господарства, ремесла й торгівлі. В 1561–1566 рр. тут налічувалося 6 дворищ (20 будинків).
З 1545 року містечко належало польській королеві Боні. У другій половині XVI століття Погост належав князям Збаразьким — пізніше Нелюбовичам. Після 1795 року Волинське Полісся було анексоване Росією, а Погост Зарічний включено до складу Пінського повіту Мінської губернії.
Погост Зарічний став державним володінням. 1802 року цар подарував село фельдмаршалу М. Рєпніну-Волконському, який незабаром продав його разом з фільварком Губином поміщику Церпітському.
За першим всеросійським переписом 1897 року в Погості Зарічному нараховувалось 108 дворів 647 жителів, православна церква і синагога, декілька млинів і винокурний завод.
До складу нинішнього Зарічного також входить с. Калець. В XIX столітті в с. Калець проживало 6 сімей. До реформи 1861 року села, які входять нині до складу Зарічного, не раз належали різним поміщикам та шляхті.
Останнім власником с.Калець був Павло Григорович Диковицький (1901 р.н.), син Григорія Григоровича Диковицького (1852 р.н), котрий придбав тут землі.

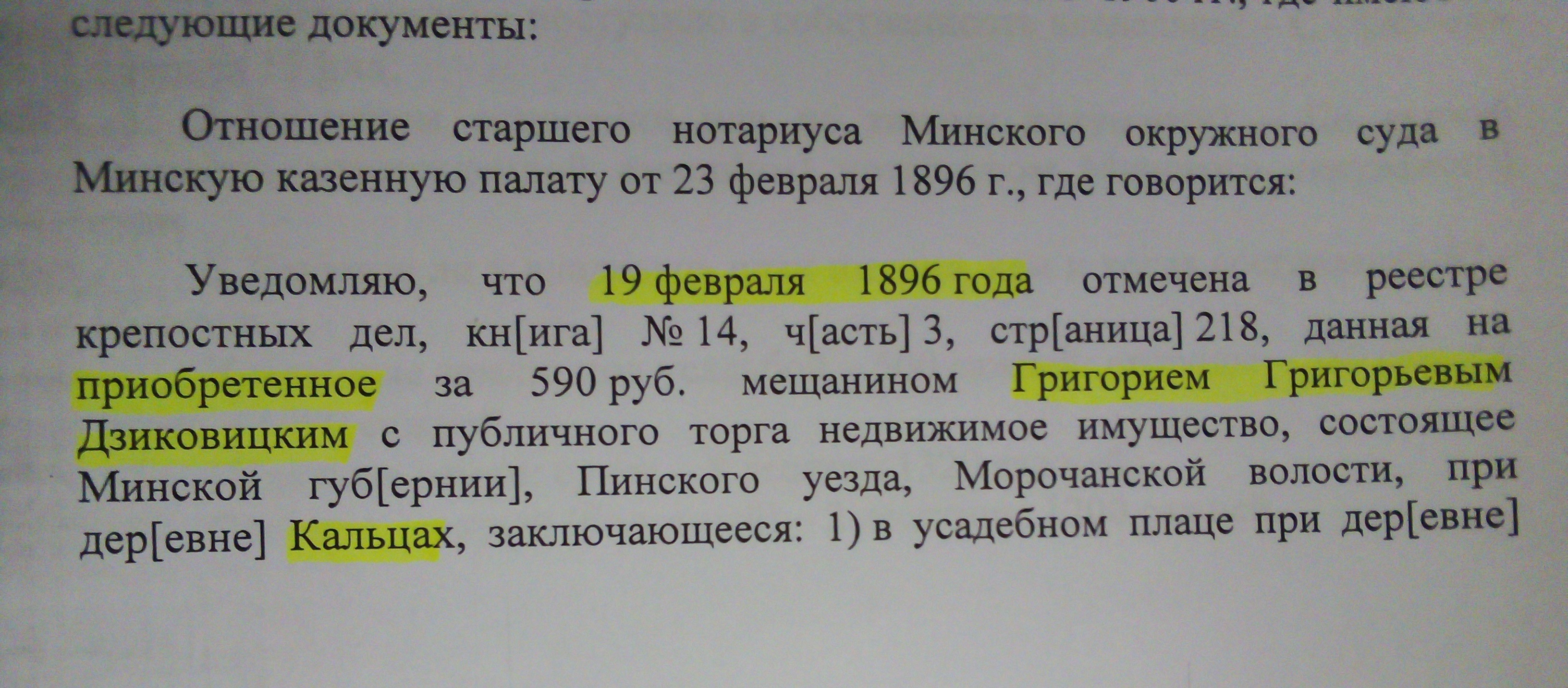

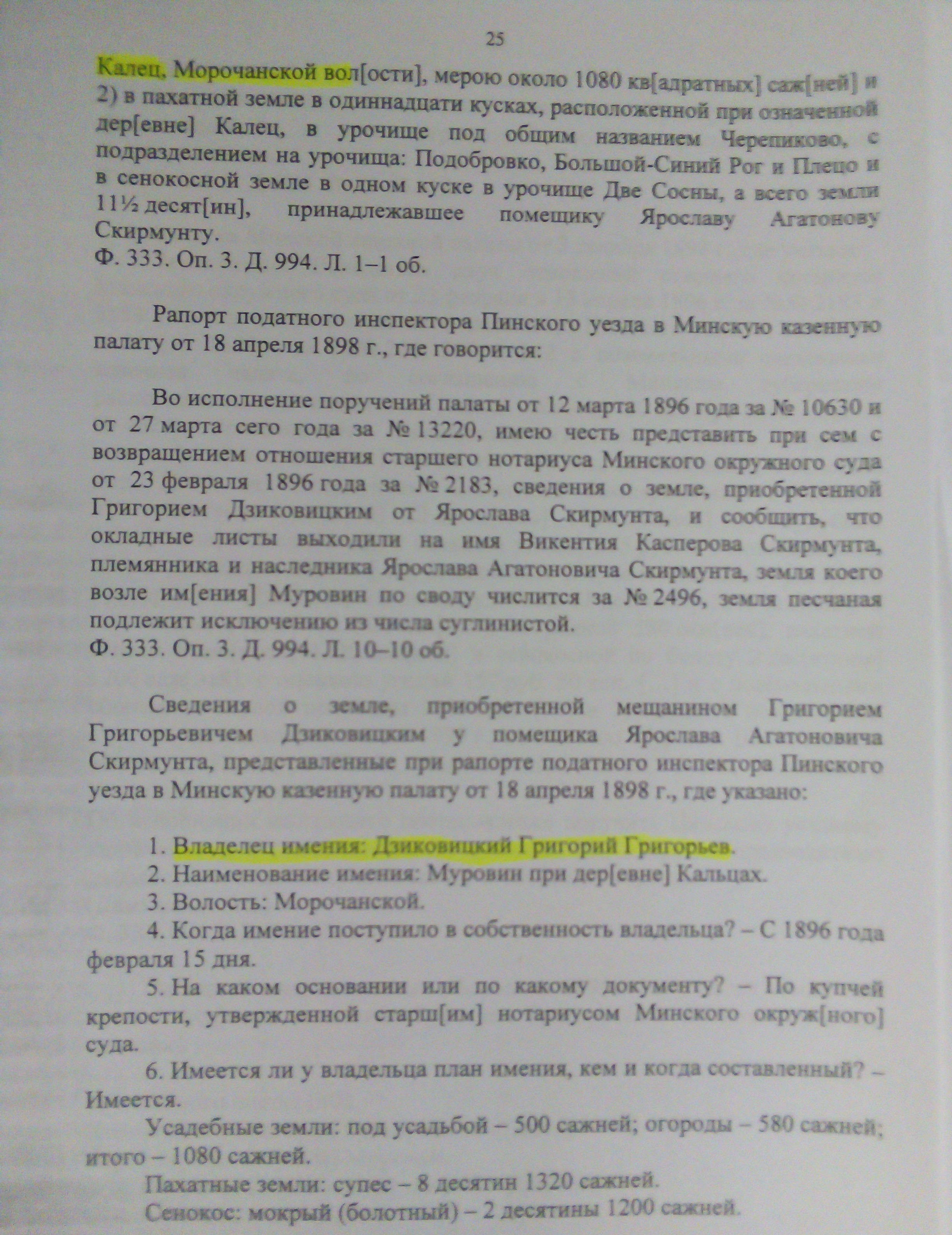

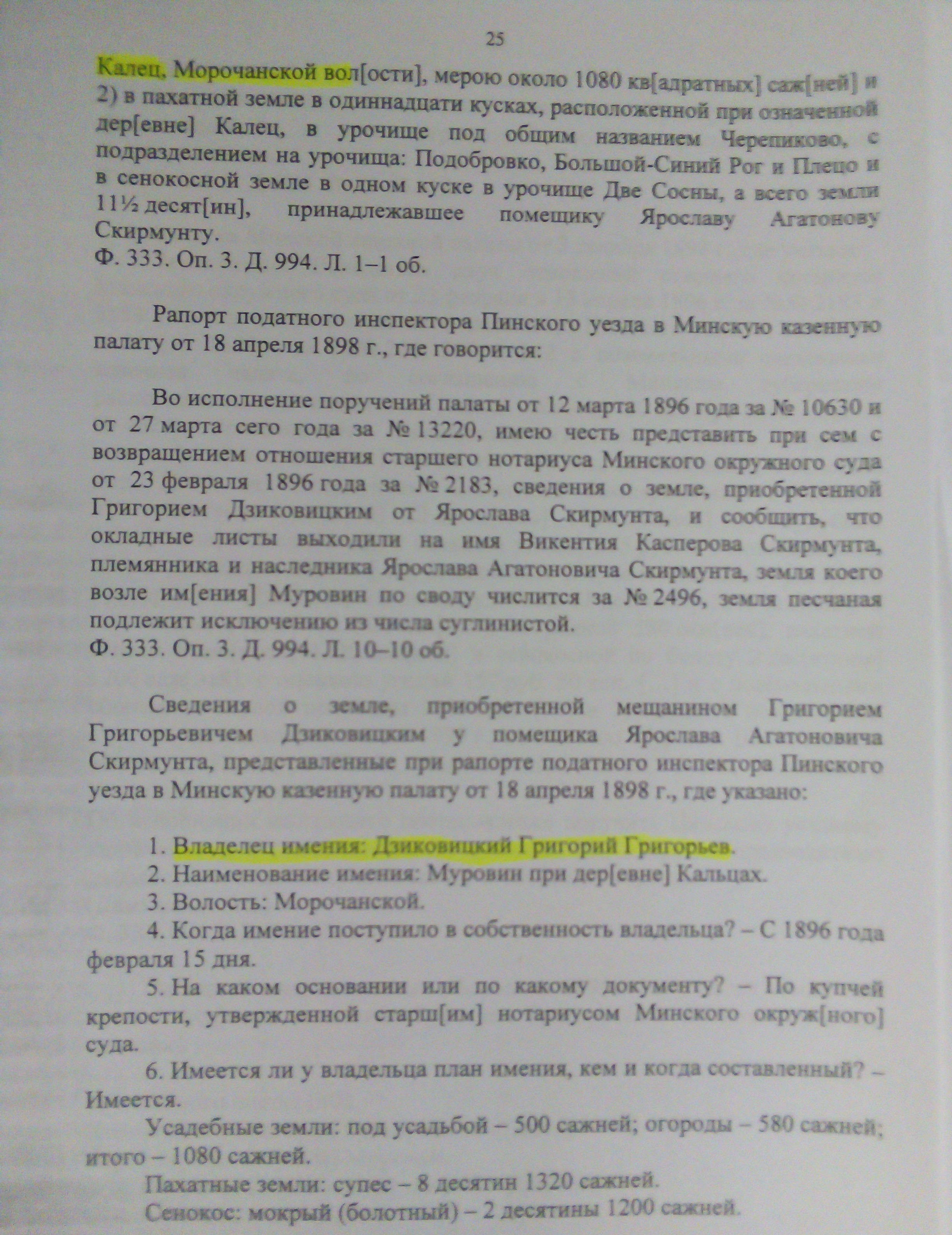

1806 року до маєтку Муравин, розташованого в той час на території Зарічного було приписано 124 душі (44 тяглі двори). Крім того, до складу нинішнього Зарічного входить с. Старі Коні.

### Перша та Друга світові війни
На початок XX століття населення Погост-Зарічного становило 350 жителів. Діяли православна церква, єврейський молитовний дім.
На початку січня 1918 року в селі проголошено Радянську владу. Почала діяти Рада селянських депутатів. Але австро-німецькі війська разом з Центральною радою витіснили більшовиків.
На початку 1919 року Погост Зарічний зайняла Армія Української Народної Республіки, а згодом польські війська. Віддалене від міст, відрізане від інших населених пунктів бездоріжжям, село не мало найпотрібнішого — солі, борошна, взуття, одягу, освіти. Починався голод. Поширювались епідемії, зокрема чорна віспа. Медичної допомоги майже не було ніякої. Школи не працювали.
З 1921 року Погост Зарічний увійшов до складу Пінського повіту Поліського воєводства Польщі.
17 вересня 1939 року у Погост Зарічний входить до складу колишньої УРСР. Перед окупацією Погосту Зарічний радянськими військами, власники земель (поляки, місцева українська шляхта) продавали за безцінь свої володіння місцевим селянам (відповідні папери ще і зараз можна знайти в мешканців сіл Канава, Бір, Вовчиці та ін.).
Після Другої світової війни Погост Зарічний перейменований на селище Зарічне, а Морочнівський район — у Зарічненський, райцентр із Морочного перенесений до Зарічного.
Комуністами в 60-х роках XX століття зруйновано церкву, а на її місці побудовано кафе «Стир». Працювала заготівля якісної деревини місцевим держлісгоспом.

### Друга половина XX століття
Дорогу (54 км) та міст через річку Стир побудовано лише в 1985 році. До 1985 року дорога з Дубровиці була вимощена бруківкою надзвичайно низької якості (72 км), через р. Стир було два дерев'яні мости в аварійному стані. До вимощення бруківкою дороги, час на дорогу до Дубровиці і назад планувався не менш ніж на тиждень.
З 1991 року і по даний час у складі України.
У райцентрі побудовано нову школу (2005 р.) та нову лікарню (1992 р.). Діє Зарічненська центральна районна бібліотека.

## Ліквідація Зарічненського району
17 липня 2020 року, Верховна Рада прийняла Постанову №3650 «Про утворення та ліквідацію районів», якою утворила 136 районів. У Рівненській області утворили 4 райони: Вараський, Дубенський, Рівненський та Сарненський.

## Населення
Згідно з переписом населення 2001 року у Зарічному проживало 6854 особи.
Станом на 1 січня 2019 року, населення становить 7317 осіб.
| 1959  | 1970  | 1979  | 1989  | 1992     | 2001  | 2006  | 2011  | 2012  | 2013  | 2014  | 2015  | 2016  | 2017  | 2018  | 2019  |
| ----- | ----- | ----- | ----- | -------- | ----- | ----- | ----- | ----- | ----- | ----- | ----- | ----- | ----- | ----- | ----- |
| 4 481 | 4 374 | 5 133 | 6 443 | 6,5 тис. | 6 929 | 6 866 | 7 045 | 7 130 | 7 187 | 7 264 | 7 320 | 7 352 | 7 345 | 7 353 | 7 317 |

### Мова
Розподіл населення за рідною мовою за даними перепису 2001 року:
| Мова       | Відсоток |
| ---------- | -------- |
| українська | 98,85 %  |
| російська  | 0,71 %   |
| білоруська | 0,41 %   |
| молдовська | 0,03 %   |

## Органи влади
Місцеві органи влади представлені Зарічненською селищною радою, яка входить до складу Рівненської області України. Селищній раді підпорядковується смт Зарічне, села Іванчиці та Чернин.
Селищний голова — Ломако Володимир Олександрович. До селищної ради входить 32 депутати.

## Транспорт
У селищі розташована станція найдовшої у Європі вузькоколійної залізниці Антонівка — Зарічне, автовокзал.
У радянські часи функціонував аеропорт для прийому гелікоптерів та літаків малої авіації, у тому числі сільськогосподарської. Приймав рейси Рівне — Зарічне, Рівне — Володимирець — Зарічне, Рівне — Зарічне — Пінськ, поштові рейси. Аеродром використовували для сільськогосподарської, санавіації та інших потреб. Припинив існування з розпадом СРСР.
В 2011–12 роках на летовищі в Зарічному відбувалися посадки гелікоптерів у рамках трофі-рейду Ukraine Trophy.

## Економіка
У містечку працюють маслопереробний завод, підприємства лісозаготівлі, рибогосподарства, готель «Юність», ряд кафе, ресторанів, банківські відділення, відділення Нової пошти.

## Культура
В 1947 році в селищі Зарічне було відкрито бібліотеку, яка розмістилась в орендованому приміщенні з книжковим фондом 436 примірників. З 1959 року бібліотека перейшла в приміщення селищної Ради, де займала дві невеликі кімнати. До 1963 року бібліотека мала статус районної. В 1963 році район реорганізовується, бібліотека стає селищною, а з грудня 1966 року район було відновлено і бібліотека набуває статусу районної. В 1977 році районна бібліотека отримала нове приміщення на вул. Грушевського[джерело?].

## Персоналії

### Народилися
- Євтух Володимир Борисович — український історик, соціолог, етнолог, доктор історичних наук, член-кореспондент НАН України.
- Євтух Микола Борисович — український педагог.
- Горбачевський Олександр Антонович — український банкір, володів разом з дружиною і сином Сергієм фінансовою установою DV Bank. https://ua.112.ua/ekonomika/nbu-vidklykav-litsenziiu-u-dv-bank-458355.html [Архівовано 16 серпня 2018 у Wayback Machine.]
- Горбачевська Софія Дмитрівна (* 1992) — українська майстриня художньої кераміки.
- Чижевський Олександр Павлович (* 1956) — український архітектор, заслужений архітектор України, лауреат Державної премії України в галузі архітектури.